# Игнатий де Лойола
Игна́тий (Игнасио, Иньиго) де Лойо́ла (исп. Ignacio (Íñigo) López de Loyola, баск. Ignazio (Eneko) Loiolakoa; не ранее 24 сентября 1491 и не позднее 1 ноября 1491, Святой дом Игнатия Лойолы, Королевство Кастилия и Леон — 31 июля 1556[…], Camere di San Ignazio, Папская область или Рим) — римо-католический святой, основатель ордена иезуитов, видный деятель контрреформации, в молодости был офицером на испанской военной службе.
Родился около 1491 года в замке Лойола в басконской провинции Гипускоа. При крещении получил имя Иньиго (баск. Iñigo). После обращения принял имя Игнатий (исп. Ignacio), избрав себе небесным покровителем святого Игнатия Антиохийского. Возможно, послужил прообразом Дон Кихота в одноимённом романе Сервантеса. День памяти — 31 июля.

## Биография

### Ранние годы (1491—1521 годы)
Происходил из древнего баскского рода. Назван в честь святого Игнатия (Иньиго) из Оньи. Был младшим из 13 детей. В 14 лет Иньиго остался круглым сиротой, и старший брат отправил его в Аревало, к Иоанну Веласкесу, казначею Кастильского двора. Там Иньиго служил пажом. Достигнув совершеннолетия, перешёл на военную службу. Участвовал в подавлении восстания комунерос. Впоследствии, рассказывая о своей молодости Гонсалесу де Камара, он описывал себя в тот период следующими словами: «Внимательный к своей наружности, падкий на успех у женщин, смелый в своих ухаживаниях, придирчивый в вопросах чести, ничего не боявшийся, дёшево ценивший жизнь свою и других, я предавался роскоши…»

### 1521 год Оборона Памплоны
В 1521 году Иньиго де Лойола участвовал в обороне Памплоны, которую осаждали французские и наваррские войска под началом Андре де Фуа. В городе проживало много наваррцев, которые перешли на сторону противника, и городские власти решили сдаться. 20 мая 1521 года Андре де Фуа вошёл в город. Иньиго, сохранивший верность своему королю, с горсткой солдат отступил в крепость. Осада началась 21 мая. «Приступ длился уже порядочное время, когда я был задет снарядом, который проскочил между моими ногами и ранил одну и сломал другую», — рассказывал он через много лет о. Гонсалесу де Камара. После этого тяжелого ранения в течение последующих десяти дней он находился в Памплоне. Французы с уважением отнеслись к его храбрости, Иньиго лечили французские врачи, а затем его на носилках перенесли в отцовский замок, в Лойолу.

### 1521—1522 годы Замок Лойола
Вскоре стало ясно, что тряска во время пути сказалась на его здоровье, и врачи вынуждены были провести ещё одну — очень тяжёлую — операцию, после которой ему с каждым днём становилось всё хуже и хуже. 24 июня, в день Св. Иоанна Крестителя, врачи, не верившие уже в его выздоровление, посоветовали Иньиго исповедаться. Накануне дня Св. Петра, считавшегося покровителем рода Лойола, Иньиго причастили и соборовали. Ночью произошло внезапное улучшение, и на следующий день он уже был вне опасности. Но кость срослась неправильно, и пришлось снова делать операцию, ещё более долгую и мучительную, чем все предыдущие. В последовавший затем период выздоровления Иньиго попросил, чтобы ему принесли почитать рыцарские романы. Но романов в замке не оказалось — в семейной библиотеке хранились только «Жизнь Иисуса Христа» картезианца Рудольфа и один том «Жития святых».
Пришлось читать то, что есть. И в этих книгах он обнаружил героизм: «героизм этот отличен от моего, и он выше моего. Неужели я не способен на него?» Иньиго заметил — и был поражён, — что после чтения нескольких страниц из «Жития святых» его душой овладевал непостижимый мир, в то время как мечты о славе и любви оставляли ощущение опустошённости. «Два противоположных духа действуют во мне. Первый меня смущает: он от дьявола. Второй меня умиротворяет: он от Бога». Он отправляет слугу в Бургос, чтобы тот принёс картезианский устав, и внимательно изучает этот документ.

### 1522 год Паломничество в Монтсеррат

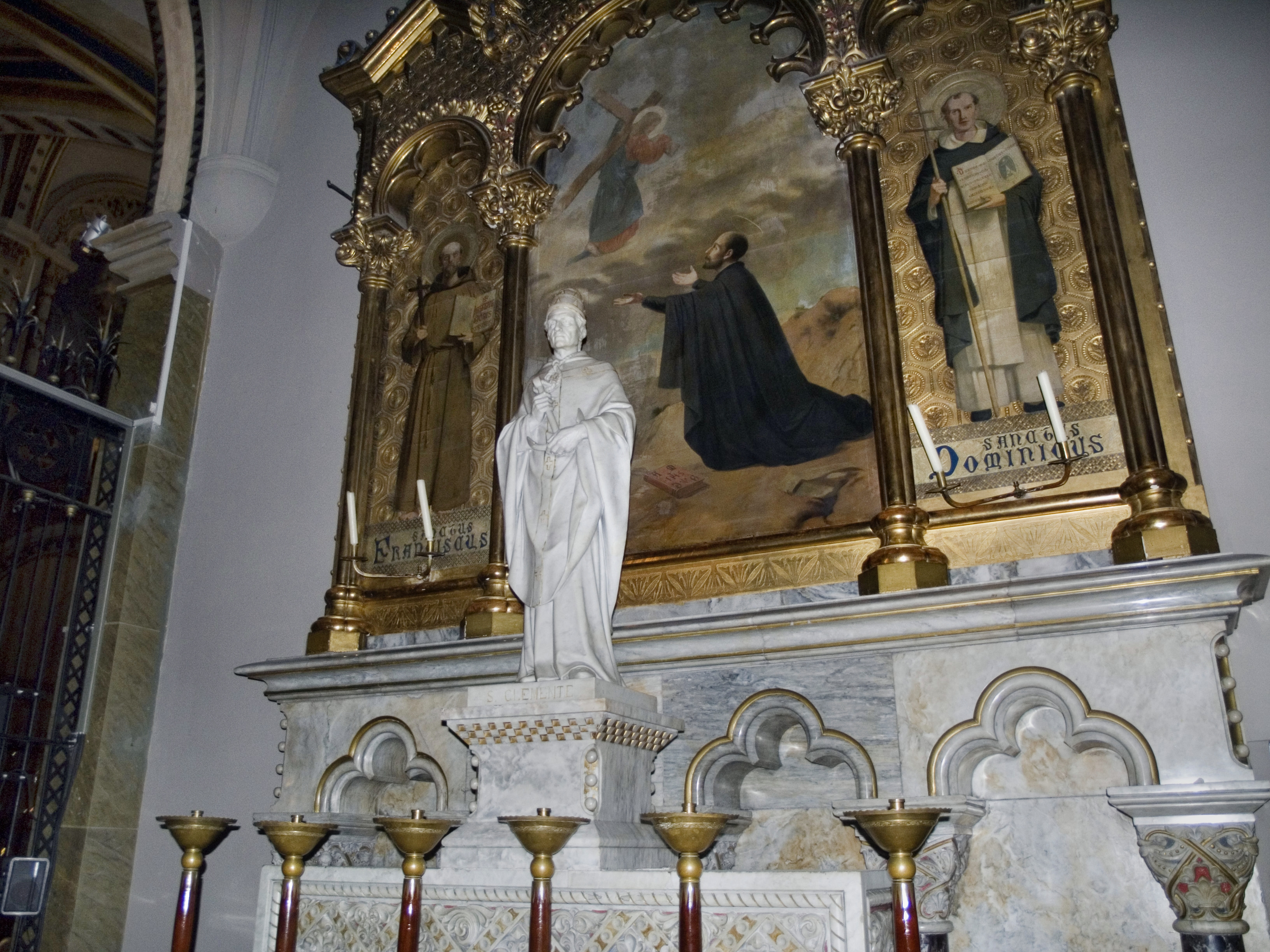
Часовня Святого Игнатия Лойолы в Соборе Монсерратского монастыря

В марте 1522 года Игнатий собрался совершить паломничество в Иерусалим. Но сначала отправился в Монтсеррат (исп. Montserrat) — горное бенедиктинское аббатство близ Барселоны, где хранится чудотворная статуя Богородицы. В пути он принёс обет целомудрия. В городе Игуалада, недалеко от аббатства, он купил одежду из грубой ткани, посох, флягу и полотняные туфли на верёвочной подошве. 21 марта 1522 года он пришёл в Монтсеррат и три дня готовился к полной исповеди. 24 марта (в день перед Благовещением) исповедовался, переоделся в рубище, отдал свою одежду нищему и начал «Ночную Стражу» («Ночная стража», предшествующая посвящению в рыцари, состоит из омовения, исповеди, Причастия, благословения и вручения меча). Всю ночь он простоял в часовне перед образом Пресвятой Девы, иногда опускаясь на колени, но не позволяя себе садиться, а на рассвете передал своё оружие — меч и кинжал — исповедовавшему его монаху и попросил повесить как приношение в часовне. Отныне он считал себя посвящённым в рыцари Царицы Небесной.

### 1522—1523 годы Манреса. Прозрение на Карденере
С восходом солнца он спустился из Монтсеррата и остановился в небольшом городке Манреса. Там он нашёл уединённый грот на берегу реки Карденер (Cardener), около римского акведука, и решил несколько дней провести в молитве в этом уединённом месте. Он жил на подаяние, соблюдал строгий пост, утром ходил к мессе, ухаживал за больными в местной больнице, вечером молился в соборе. Вскоре он заболел, и его приютили в доминиканском монастыре. Здесь он пережил духовный кризис: сначала возникли сомнения в том, что на исповеди в Монтсеррате он действительно раскаялся во всех прежних грехах, и он вновь попытался вспомнить все грехи, совершённые им в жизни. Чем больше он вспоминал, тем более ничтожным и недостойным себе казался. Исповедь не помогала. Возникло искушение покончить жизнь самоубийством. В какой-то момент Игнатий задумался о том, откуда приходят эти сомнения и какое действие они производят в его душе, и тогда сознательно решил не исповедоваться больше в прошлых грехах: «Я понял, — говорил он впоследствии, — что в таком исповедании заключено действие злого духа». Вскоре после этого, когда Игнатий шёл вдоль берега реки Карденер в дальнюю церковь, он остановился, всматриваясь в воду. «Глаза моего разумения начали открываться. Это не было видение, но мне было дано разумение многих вещей, как духовных, так и касающихся веры, а равно и человеческих наук, и с такой большой ясностью… Достаточно сказать, что я получил великий свет разумения, так что, если сложить всю помощь, на протяжении всей жизни полученную мною от Бога, и все приобретённые мною знания, то мне кажется, что это было бы меньше, чем то, что я получил в этом единственном случае. Мне показалось, что я стал иным человеком… Всё это продолжалось самое большее три минуты». Зиму 1522 года, которая оказалась для него очень тяжёлой, он провёл в Манресе.

### 1523 год Паломничество в Святую Землю
28 февраля 1523 года Игнатий направился в Барселону, чтобы оттуда отплыть в Италию и совершить паломничество в Иерусалим. В ожидании корабля он вёл ту же жизнь, что и в Манресе: молился, ухаживал за страждущими в больницах, собирал подаяние. 23 марта 1523 года он отплыл в Италию и через пять дней прибыл в Геную, а оттуда пошёл в Рим. Получив благословение Папы Адриана VI, он пешком отправился в Венецию и 15 июня отплыл на корабле. 1 сентября корабль достиг Святой Земли, там паломников встретили францисканцы, которые затем на протяжении двух недель водили их по Иерусалиму, Вифлеему и Иордану. Игнатий обратился с просьбой к настоятелю францисканцев: «Отче, я хотел бы остаток моих дней провести в вашем монастыре». Настоятель согласился, но францисканский провинциал (руководитель провинции) в просьбе отказал, и Игнатий вновь вернулся в Барселону.

### 1526—1528 годы Годы учения. Проблемы с инквизицией
Игнатий понял, что для апостольской деятельности необходимы знания. Поэтому в 33 года начал изучать в начальной школе, вместе с детьми, латинский язык. Жером Ардевол, преподаватель латыни, бесплатно давал ему дополнительные уроки, и через два года объявил своему ученику, что теперь тот знает достаточно, чтобы слушать лекции в университете. В мае 1526 года Игнатий пешком отправился в Алькалу (там находился университет), расположенную в пятистах километрах от Барселоны.
В Алькале, как и в Барселоне, он, помимо занятий в университете, учил детей катехизису и наставлял всех, кто обращался к нему за помощью. В связи с этим на Игнатия поступил донос, он был арестован, и после 42 дней тюремного заключения был оглашён приговор, запрещающий ему наставлять и проповедовать под страхом отлучения от Церкви и вечного изгнания из королевства. После трёх лет запрет могли бы снять, если на это дадут разрешение судья или генеральный викарий. Архиепископ Толедский порекомендовал Игнатию не оставаться в Алькале и продолжить обучение в Саламанке. Однако и в Саламанке почти сразу после прибытия Игнатия пригласили на собеседование в доминиканский монастырь и стали расспрашивать о Духовных Упражнениях, которые он давал в Алькале. Дело передали на рассмотрение церковного суда. Судьи не обнаружили в его учении никакой ереси, и ещё 22 дня спустя он был освобождён. После этого Игнатий принял решение покинуть Испанию и отправился в Париж.

### 1528—1534 годы Годы учения. Париж
В 1528 году, когда Игнатий прибыл в Париж, ему было 37 лет. Решив вновь начать образование с нуля и возобновить основы латыни, он поступил в школу Монтегю и оставался там до октября 1529 года. Затем поступил в школу Святой Варвары для изучения философии. В 1532 году, после четырёх лет обучения, незадолго до Рождества он сдал экзамен и получил учёную степень. В феврале 1533 года Игнатий сдал ещё один экзамен — по грамматике, а затем, предоставив свидетельства о том, что он прослушал курсы комментариев на Аристотеля, изучил арифметику, геометрию и астрономию, после ряда экзаменов и публичного диспута, состоявшегося в церкви Святого Юлиана Бедного, получил диплом магистра. Отныне он имел право «преподавать, участвовать в диспутах, определять и совершать все действия школьные и учительские… как в Париже, так и по всему свету». Оставалось пройти экзамен на доктора. Но перед этим экзаменом Игнатий ещё прослушал курсы богословия у доминиканцев. Докторское испытание состоялось в 1534 году, на Великий пост, Игнатию была присуждена степень и вручён головной убор доктора: чёрная круглая шапочка с квадратным верхом, украшенным кисточкой.

### 15 августа 1534 года Обеты на Монмартре
В годы обучения в Париже Игнатий познакомился с Петром Фавром, Франциском Ксаверием, Диего Лаинесом, Альфонсо Салмероном, Николасом Бобадильей и Симоном Родригесом. Каждому из них он преподал Духовные Упражнения. Всех их объединяло желание создать группу, посвящённую служению Христу.
15 августа 1534 года, в день Успения Пресвятой Богородицы, на Монмартре, в церкви Святого Дионисия, они — все семеро — во время мессы, которую служил Пётр Фавр, принесли обеты нестяжания, целомудрия и миссионерства в Святой Земле. В случае невозможности выполнения последнего обета до 1 января 1538 года было решено отправиться в Рим и предоставить себя в распоряжение Святому Престолу. Но сначала все должны были окончить обучение.

### 1535—1537 годы Венеция. Рукоположение
В 1535 году Игнатий тяжело заболел. Он был вынужден покинуть Париж и вернуться в Испанию. Почувствовав себя лучше, он пешком отправился в Венецию и пришёл туда в конце 1535 года. Здесь, в ожидании товарищей, он продолжил изучение теологии. Остальные прибыли из Парижа 18 января 1537 года. В это время года сообщения между Венецией и Палестиной не было, и в ожидании лучших дней все они решили работать в больницах. К тому моменту к обществу присоединились ещё пять человек. 24 июня 1537 года Игнатий и его товарищи были рукоположены́ во священники.

### 1537—1541 годы Рим. Основание Общества Иисуса (ордена иезуитов)

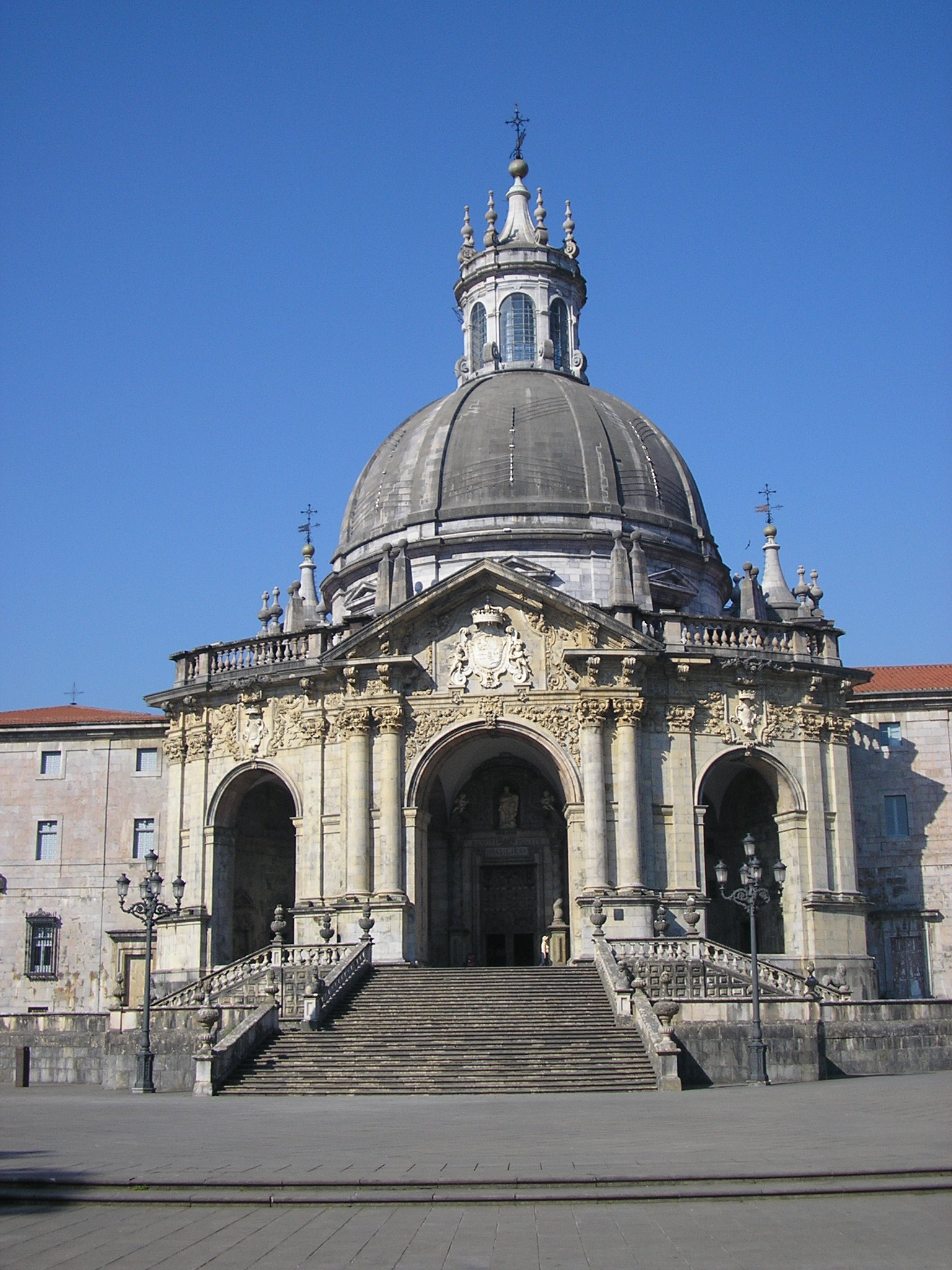
Святилище Игнатия Лойолы в его родном городе

Поскольку из-за начавшейся войны Венеции с Турцией отплыть в Палестину было невозможно, обет, данный на Монмартре, обязывал их отправиться в Рим. В 1537 году, после аудиенции, папа Павел III поручил Лаинесу и Петру Фавру преподавать богословские дисциплины в Римском университете. Народ охотно слушал новых проповедников, но кардиналы и аристократия начали против них гонение. Игнатий добился личной встречи с папой Павлом III, и после беседы, продолжавшейся час, Папа принял решение поддержать Игнатия и его товарищей.
На Рождество 1538 года в церкви Святой Марии Великой в Риме Игнатий отслужил свою первую мессу.
В 1539 году перед Игнатием и его товарищами встал вопрос: «что дальше?» Решено было официально образовать сообщество — новый монашеский орден. В том же году Игнатий представил папе Павлу III Установления — проект будущего Устава, где в дополнение к трём стандартным обетам послушания, целомудрия и нестяжания был добавлен четвёртый: обет непосредственного послушания Святому Отцу. 27 сентября 1540 года устав нового ордена — Общества Иисуса — был утверждён папской буллой «Regimini militantis ecclesiae». Название Ордену предложил сам Лойола. Ему же приписывается и авторство девиза Ордена — «Ad Maiorem Dei Gloriam» («К вящей славе Божией»).
На Великий пост 1541 года Лойола был избран первым генеральным настоятелем ордена (сокращённо — «генералом»).

### Последующая жизнь (1542—1556)
Трудился над повышением образования священников и простых верующих. Лойола выразил идеологию Ордена такими словами — служение вере и распространение справедливости. При этом руководимый им Орден стал одной из основных интеллектуальных сил католицизма в борьбе с Реформацией. Генералом Ордена были введены обет беспрекословного послушания Папе Римскому и жесткая дисциплина внутри Ордена. Лойола организовал несколько религиозных благотворительных обществ, при нем открыты 33 иезуитские коллегии по всему миру. Лойола стремился, чтобы члены его ордена очистили церковь от порчи при сохранении традиций.
Написал несколько книг по духовным практикам: «Духовные упражнения», «Духовный дневник»(1545), «Автобиография»(1555).

## Канонизация (1622)
3.12.1609 года причислен к лику блаженных Папой Павлом V.
12 марта 1622 года канонизирован вместе с Франциском Ксаверием Папой Григорием XV.

## Учение

### «Духовные упражнения»
«Духовные упражнения» («Exercitia Spiritualia») святого Игнатия, одобренные папой Павлом III 31 июля 1547 года, представляют собой сочетание испытания совести, размышления, созерцания, молитвы словесной и мысленной. Упражнения распределяются на четыре этапа — недели (название «неделя» — достаточно условное, в зависимости от успехов упражняющегося каждая неделя может быть сокращена или же увеличена). Первая неделя — очищающая (vita purgativa). В этот период человек вспоминает грехи, совершённые в истории мира и им самим, в его личной жизни, прилагая усилия к тому, чтобы «достичь первичного обращения»: выйти из состояния греха и обрести благодать. Вторая неделя — просвещающая (vita illuminativa), она посвящена молитвенным размышлениям о земной жизни Иисуса: от Его Рождества до конца Его общественного служения. Вторая неделя рассматривается как подготовка к решению, ответу на призыв следовать за Христом, к определённому жизненному выбору. Третья неделя — соединение со Христом в Его крестном страдании и смерти. Таким образом, упражняющийся умирает со Христом, чтобы с Ним вместе воскреснуть. Четвёртая неделя — Воскресение и Вознесение. Духовный плод всех недель заключается в высшем созерцании ради обретения любви (contemplatio ad amorem), которое даёт возможность всё возлюбить в Боге, а Бога — во всём. 

### Беспрекословное подчинение
Лойола также призывал членов братства к беспрекословному подчинению. В работе 1553 года «Письмо о послушании».  В этом тексте  говорилось : 

Мы должны знать, что каждый из тех, кто живет в послушании, должен позволить Божественному Провидению через Настоятеля вести и направлять себя, как если бы он был мертвым телом.
Оригинальный текст (лат.)Et sibi quisque persuadeat, quod qui sub Obedientia vivunt, se ferri ac regi a divina Providentia per Superiores suos sinere debent perinde, ac si cadaver essent

### Любимая молитва Лойолы

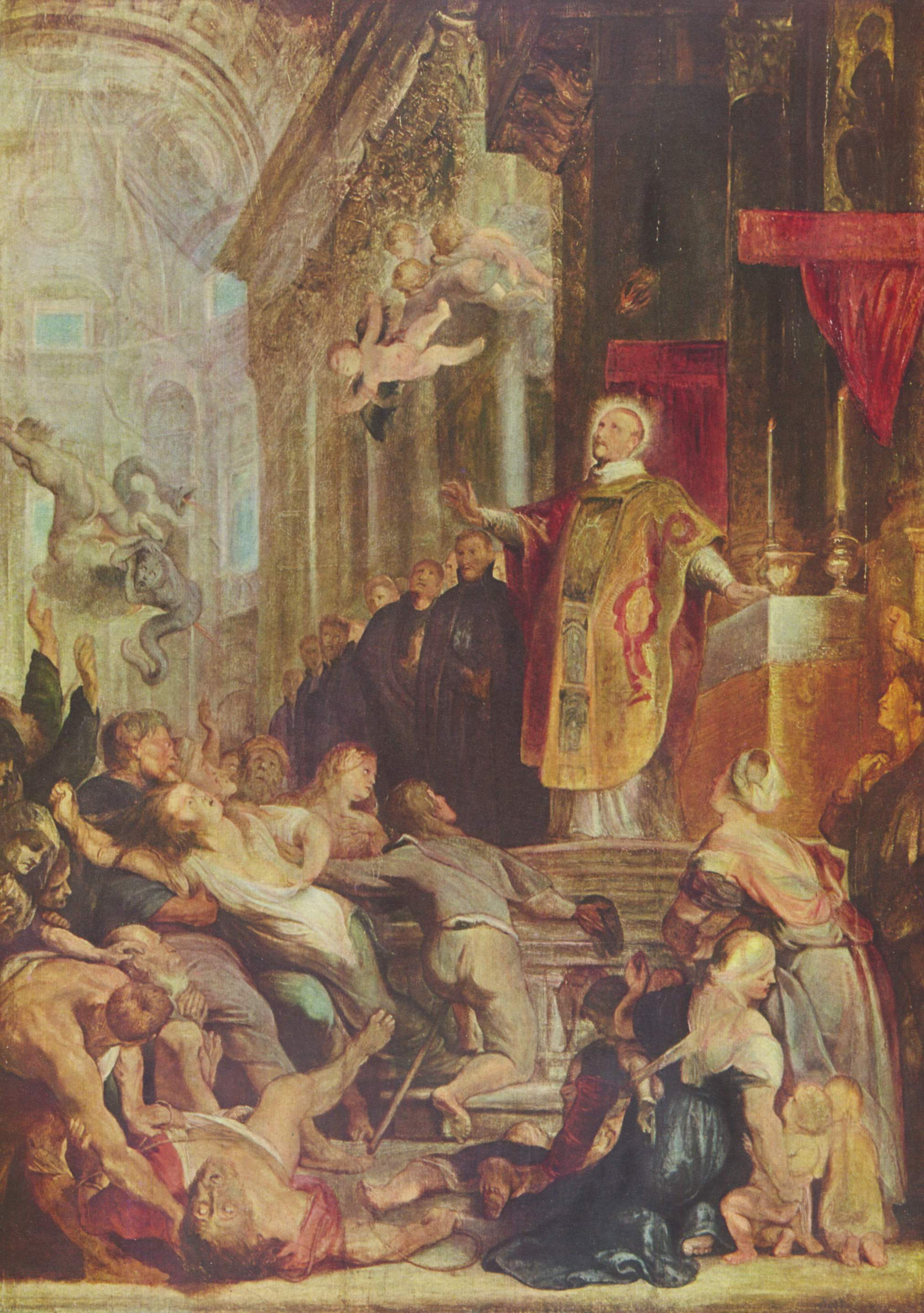
Питер Пауль Рубенс. Чудеса св. Игнатия Лойолы. 1620—1621. Музей истории искусства. Вена

| Оригинал | Перевод |
| --- | --- |
| Anima Christi, sanctifica me. Corpus Christi, salva me. Sanguis Christi, inebria me. Aqua lateris Christi, lava me. Passio Christi. conforta me. О bone lesu, exaudi me. Intra tua vulnera absconde me. Ne permittas me separari a te. Ab hoste maligno defende me. In hora mortis meae voca me. Et iube me venire ad te, ut cum Sanctis tuis laudem te in saecula saeculorum. Amen. | Душа Христова, освяти меня. Тело Христово, спаси меня. Кровь Христова, напои меня. Вода ребра Христова, омой меня, Страсти Христовы, укрепите меня. О благий Иисусе, услыши меня: В ранах Твоих сокрой меня. Не дай мне отлучиться от Тебя. От лукавого защити меня. В час смерти моей призови меня, И повели мне прийти к Тебе, Дабы со святыми Твоими восхвалять Тебя во веки веков. Аминь. |

## Сочинения
- Св. Игнатий Лойола Духовные упражнения. Духовный дневник. — Москва: Институт философии, теологии и истории св. Фомы, 2006. — 376 с. ISBN 5-94242-021-1
- Св. Игнатий Лойола Рассказ паломника о своей жизни, или Автобиография. / (перевод А. Н. Коваля) — Москва: Колледж философии, теологии и истории св. Фомы Аквинского в Москве, 2002.